# Bye Bye Beautiful
Bye Bye Beautiful je singl od finské kapely Nightwish.

## Seznam skladeb
1. „Bye Bye Beautiful“ - 4:19
2. „The Poet And The Pendulum (demo version)“ - 13:43
3. „Escapist“ - 5:01
4. „Bye Bye Beautiful (DJ Orkidea Remix)“ - 12:07